# 第三新卒
第三新卒（だいさんしんそつ）は、大学院博士後期課程修了者、もしくは大学院博士後期課程在籍者などの25歳以上の就労経験がない（もしくは3年未満）の就職希望者のこと。
4年制大学の卒業生、大学院修士課程（博士前期課程も含む）修了生である「学卒」（新卒）、学卒後就労経験3年未満で転職を希望する25歳未満の就職希望者である「第二新卒」に対してこう呼ばれる。

## 概要
文部科学省の「大学院重点化」政策によって大学院の人員はここ10年来にわたって増加しているが、一方で年々進んでいる少子化などの影響で大学院修了生が就職できる有給の教職ポストは減っており、文系・理系を問わず大学院において入り口に対して出口が非常に小さいという「博士課程院生の就職問題」が生じている。
従来の考えでは、大学院からの就職というのはいわゆる「新卒」（修士課程を修了後就職する）が最後の機会とみなされていたが、このような博士課程院生の就職問題が顕在化するにつれ、博士課程在学中や博士課程修了後に専門職としてではなく「新卒」として企業に就職しなおす学生が増えてきている。このように、大学院で修めた専門ではなくむしろ自身の能力を客観的に「新卒人材」として評価してもらい就職を考える学生は狭い意味での「第三新卒」（第三新卒人材）に含まれる。
もちろん広義の「第三新卒」は大学院人材に限らず、25歳以上で就労経験なし（就労経験3年未満）、もしくは25歳以上で就労経験があっても企業から就労経験がないとみなされてしまう人材（フリーター、専門外への転職組）も指す。この考え方でいえば、定年後の再就職希望者もその就労経験がまったく評価されない職場への就職希望の場合は「第三新卒」に含まれるといえよう。
また2006年現在、30歳～35歳にあたる世代の「第三新卒人材問題」があり、
- この世代は第二次ベビーブーム世代にあたり、人口が多い。
- この世代は学卒時に就職氷河期で満足な就職活動ができなかった、もしくは消極的理由で大学院に進学した人材が多い。
- この世代は「失われた10年」といわれる1990年代に学生時代を過ごしており、社会で働くことに対して積極的な意味を見出せていない人材が多い。

などの理由から、この世代には自分の能力を活かすような就職が今なおできていない人材が多く、その中には企業の採用傾向が好転した今になって改めて「第三新卒」として就職・転職活動をしている人材も多い。付け加えると、この世代に自ら起業をしている人材が多いことも興味深い世代的傾向である。

2007年1月24日に政府与党である自民党と公明党の間で、安倍政権が掲げる再チャレンジ支援策の一環として「求人の年齢制限を禁止」する法案を改正予定の雇用対策法に盛り込むことに決定した。就職氷河期に学卒であった現在の「フリーター層」（30代前半～）を救済する意図があるが、上記の「第三新卒人材問題」にも大きく利する可能性がある。